# با من بمان دورایمون ۲
با من بمان دورایمون ۲ (スタンド・バイ・ミー ドラえもん 2) یک فیلم پویانمایی رایانه‌ای سه‌بعدی علمی تخیلی و درام کمدی به کارگردانی تاکاشی یامازاکی براساس مجموعهدورایمون مانگا و دنباله فیلم ۲۰۱۴ با من بمان دورایمون است. فیلم در ۲۰ نوامبر ۲۰۲۰ منتشر شد.